# Disasterina
Disasterina is een geslacht van zeesterren uit de familie Asterinidae.

## Soorten
- Disasterina abnormalis Perrier, 1875
- Disasterina akajimaensis Saba, Iwao & Fujita, 2012
- Disasterina ceylanica Döderlein, 1888
- Disasterina longispina (H.L. Clark, 1938)
- Disasterina odontacantha Liao, 1980
- Disasterina spinosa Koehler, 1910